# Kazimiera Kłoczowska

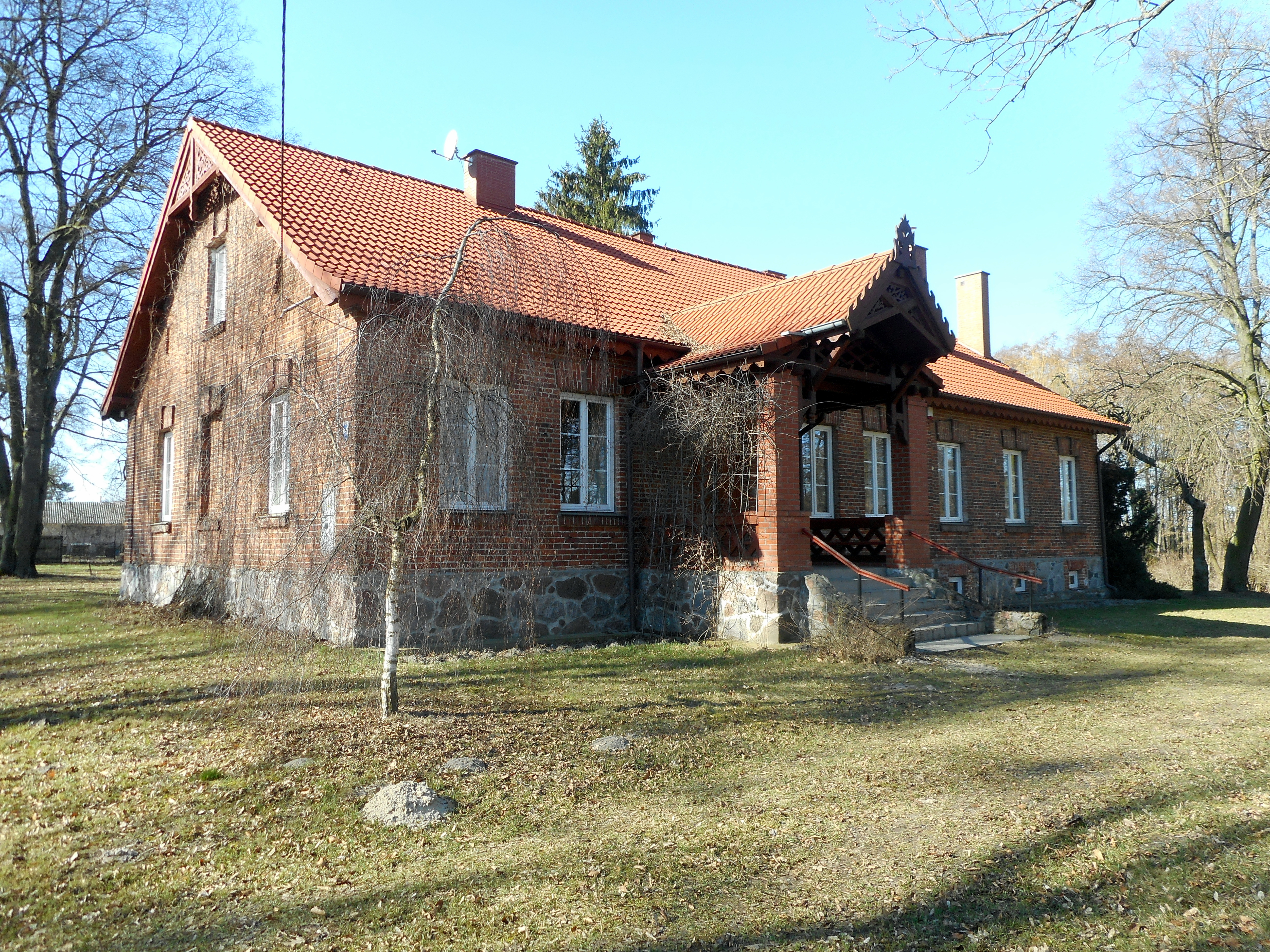
Dwór Kazimiery Kłoczowskiej z Rykowskich w Bogdanach Wielkich

Kazimiera Józefa Joanna z Rykowskich Kłoczowska (ur. 24 lutego 1859 w Krzynowłodze Wielkiej, zm. 13 września 1929 w Bogdanach Wielkich) – polska ziemianka, dziedziczka Bogdan Wielkich, działaczka społeczna i oświatowa.

## Życiorys
Była córką Eugeniusza Rykowskiego (1814–1861), dziedzica na Bogdanach Wielkich, Bogdanach Chmielewie i Krzynowłodze Wielkiej, oraz Walerii z Klickich (1833–1883), dziedziczki na Rycicach. Pierwsze dwa lata życia spędziła w Krzynowłodze Wielkiej, a po wybuchu powstania styczniowego wraz z matką i rodzeństwem przeniosła się do Rycic, do babki Julii Tekli z Koziebrodzkich Klickiej. Z końcem insurekcji rodzina przeprowadziła się do Warszawy, gdzie zamieszkała przy Smolnej 7. Matka Kazimiery owdowiała w 1861, w 1865 wyszła ponowie za mąż za architekta Adolfa Schimmelpfenniga.
Kazimiera kształciła się w Warszawie pod okiem matki i ojczyma. Była uzdolniona artystycznie: grała na fortepianie, rysowała, malowała akwarele, pisała wiersze. Znała biegle francuski i niemiecki, czytała po angielsku. Często wyjeżdżała za granicę (Montreux, Genewa, Nicea), głównie w celach zdrowotnych.
Na mocy działów majątku ok. 1886 otrzymała Bogdany Wielkie, gdzie stanął dwór projektu ojczyma. Około 1890 przeniosła się do własnego majątku. W 1895 wyszła za mąż za Józefa Piotra Kłoczowskiego, dzierżawcę majątku w pobliskim Duczyminie. W 1897 urodziła syna Eugeniusza Józefa Dominika. W kolejnym roku urodziła dziecko, które zmarło tuż po narodzinach.
We dworze w Bogdanach pielęgnowano tradycje rodzinne i pamięć o powstaniu styczniowym (świadectwem są zachowane do dzisiaj akwarelowe kopie rysunków Artura Grottgera (cykl Polonia) pędzla Kazimiery). Społecznikowskim ambicjom Kazimiery przyświecało pozytywistyczne hasło pracy u podstaw. W założonej przez siebie tajnej szkółce wiejskiej uczyła dzieci i młodzież z majątku w Bogdanach, korzystając z Elementarza Kazimierza Prószyńskiego „Promyka”. Z miejscowymi kobietami czytywała „Gazetę Świąteczną”. Kazimiera zgromadziła we dworze dużą bibliotekę, ściągając najnowsze publikacje z Warszawy i Paryża. Zimą 1906 zorganizowała w Bogdanach placówkę szkolną dla dzieci w wieku 8–14 lat, działającą pod patronatem Polskiej Macierzy Szkolnej. W latach 1917–1918 stanęła na czele szkolnictwa publicznego w gminach Krzynowłoga Wielka i Duczymin. Tworzyła programy nauczania i wspierała młode nauczycielki. We dworze w Bogdanach organizowała pogadanki patriotyczne oraz naukę śpiewu przy fortepianie.
Zmarła w Bogdanach Wielkich i została pochowana obok męża Józefa Kłoczowskiego (zm. 19 lipca 1920) na cmentarzu parafialnym w Krzynowłodze Wielkiej.
Jest babką historyka mediewisty Jerzego Kłoczowskiego i dominikanina Jana Andrzeja Kłoczowskiego oraz prababką: filozofa Pawła Kłoczowskiego, tłumacza Jana Marii Kłoczowskiego oraz historyka literatury Piotra Kłoczowskiego.
Do tradycji społecznikowskich, których orędowniczką była Kazimiera Kłoczowska, odwołuje się Stowarzyszenie „Dwór i park w Bogdanach Wielkich” założone w 2018 przez rodzinę Kłoczowskich.